# Ana (preot)

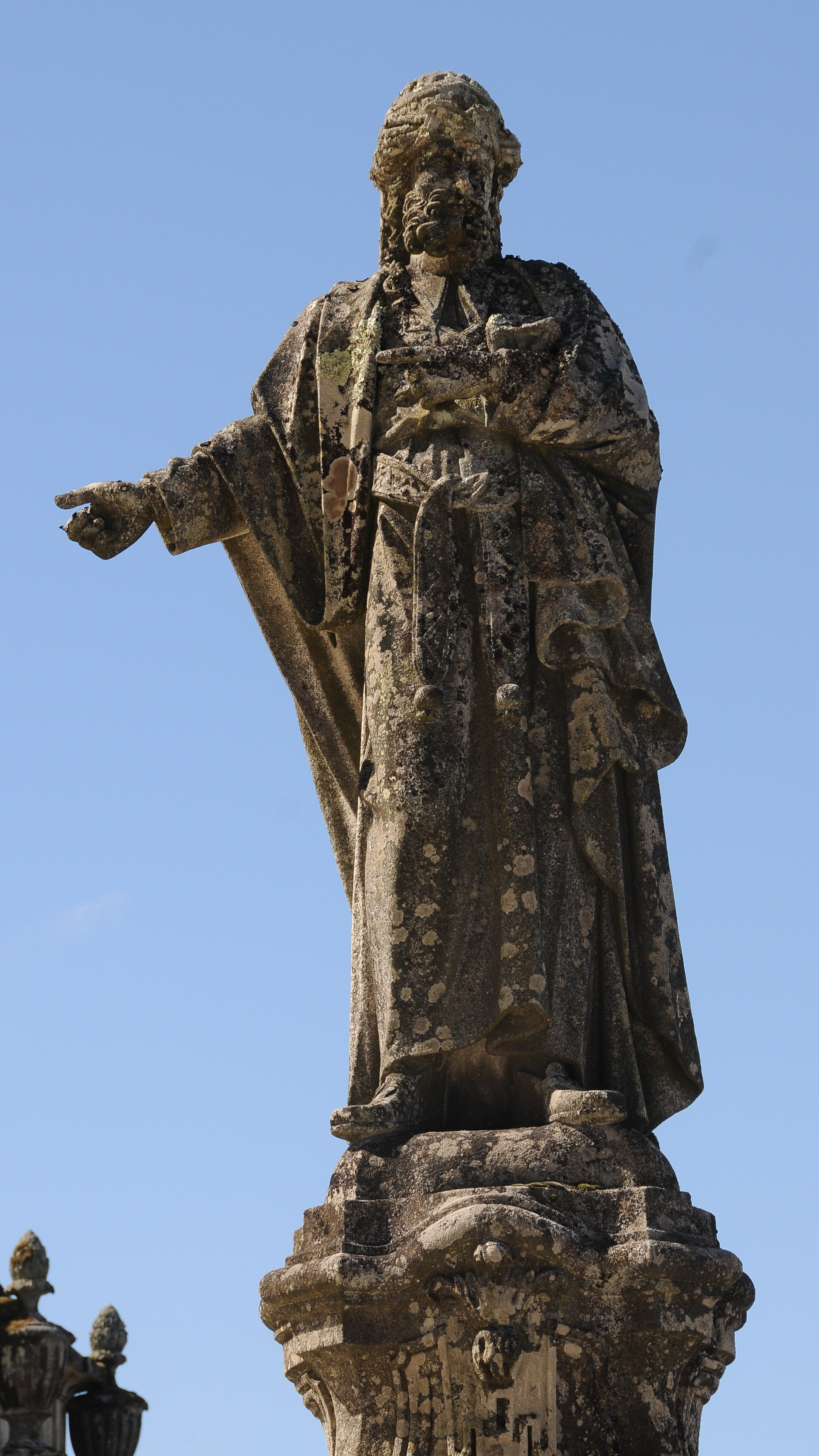
Statuia lui Ana din Bom Jesus, Braga

Ana sau Anna (Hannas) a fost mare preot al Sinedriului în Iudeea între anii 6-15 d.Cr., originar din familia de preoți saduchei ai macabeilor, care dețineau monopolul dinastic al funcției de mare preot în organul suprem clerical, Sinedriul (Sanhedrin). A fost destituit în anul 15 d.Cr. de către procuratorul roman Valerius Gratus. I-a succedat în funcție fiul Eleasar, apoi ginerele Caiafa (Kaiphas, 18-37 d.Cr.), după care alți trei fii. Ana a rămas în continuare membru al Sinedriului, luând parte la interogatoriul lui Isus Cristos în noaptea de joi spre vineri, înaintea Paștelui evreiesc Pesah. Potrivit uneia din evanghelii, Isus ar fi fost trimis la început de către Caiafa la socrul său Ana, care l-ar fi retrimis înapoi la Caiafa, declinând competența interogatoriului. 
Procesul s-a desfășurat în casa comună a lui Ana și Caiafa. Amplasamentul casei în Ierusalim este nesigur. Există 3 ipoteze:
- Pe locul actualei biserici Sf. Petru in Gallicantu (Sf. Petru la Cântatul Cocoșului), pe versantul nordic al Dealului Sion.
- Pe locul actualei capele Sf. Salvator de lângă biserica armeană Sf. Iacob cel Bătrân.
- Pe Dealul Sion, la sud de zidul Ierusalimului și la nord de actuala biserica Dormitio St. Mariae (Adormirea Sf. Maria) (această variantă pare a fi cea mai probabilă).